# Джованні Франческо Карото
Джова́нні Франче́ско Каро́то (італ. Giovanni Francesco Caroto; 1480, Верона — бл. 1562, там само) — італійський живописець.

## Біографія

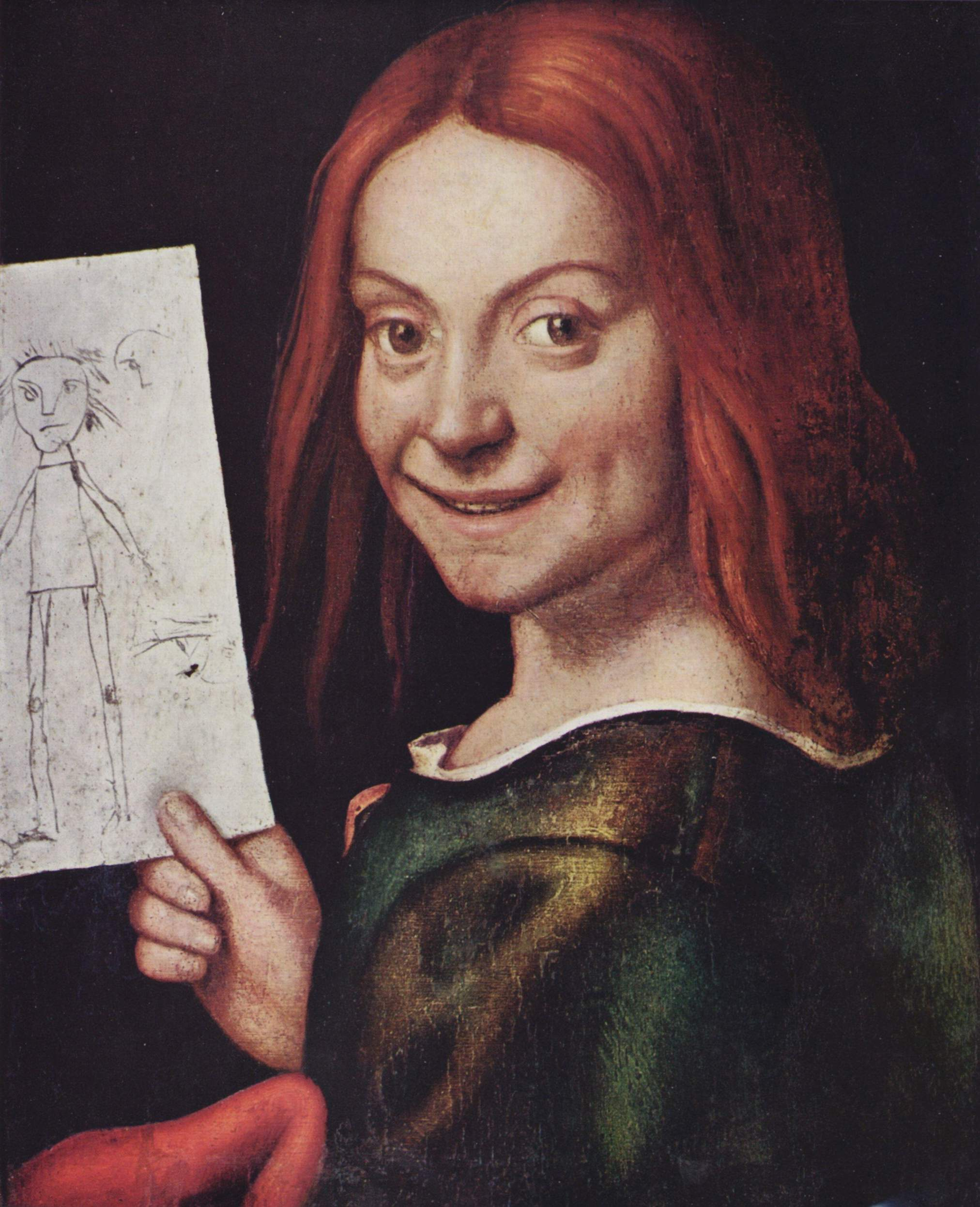
Викрадена і знайдена в Україні картина «Рудоволосий юнак з малюнком», бл. 1520. Музей Кастельвеккйо, Верона

Був також відомий під ім'ям Каротіс. Відомостей про життя художника досить мало. Він народився у Вероні, де навчався живопису у Ліберале да Верона, стиль якого значно вплинув на його ранню творчість.
Пізніше Карото перебував під впливом живопису Бартоломео Монтаньї, для зустрічі з яким він здійснив подорож до Мантуї. Художня манера Карото еклектична, у ній помітні різні художні тенденції, вгадується добре знання і захоплення творчістю Рафаеля і Тіціана. Художник писав полотна (а також фрески) на релігійні теми. Окрім цього, його пензлю належить ціла низка чудових портретів, досить різних композиційно, серед яких особливо виділяється «Рудоволосий юнак з малюнком» (1520). Одним з учнів Карото був визначний майстер венеціанської школи Паоло Веронезе.
Художник помер у Вероні після 1562 року.